# 5559 Beategordon
5559 Beategordon este o planetă minoră (asteroid), cu un diametru de 7,621 km, din centura de asteroizi. A fost descoperită pe 27 iunie 1990 la Observatorul Palomar de Eleanor F. Helin și a fost numită după Beate Sirota Gordon⁠(d). 
Obiectul prezintă o orbită caracterizată de o semiaxă mare de 2,3853775 UAi, o excentricitate de 0,2298043, o înclinație de 11,31492 ° în raport cu ecliptica.